# FILI
FILI – Finnish Literature Exchange ist eine Experten- und Exportorganisation in Finnland, die die Übersetzung, den Druck und die Veröffentlichung von Literatur unterstützt sowie die Kenntnis der Literatur des Landes – auf Finnisch, Schwedisch sowie den Minderheitensprachen – in der Welt fördert. Die Organisation wurde im Jahr 1977 gegründet und ist Teil der Finnischen Literaturgesellschaft. FILI gehört zudem zum TAIVE-Netzwerk, dem Zusammenschluss der Finnischen Informationszentren. FILI war Mitbegründerin von zwei internationalen Literatur-Kooperationsnetzwerken: dem von FILI entwickelten NordLit-Netzwerk in Zusammenarbeit mit den nordischen Schwesterorganisationen, und dem Netzwerk LAF – Literature Across Frontiers. Direktorin ist seit 2017 Tiia Strandén.

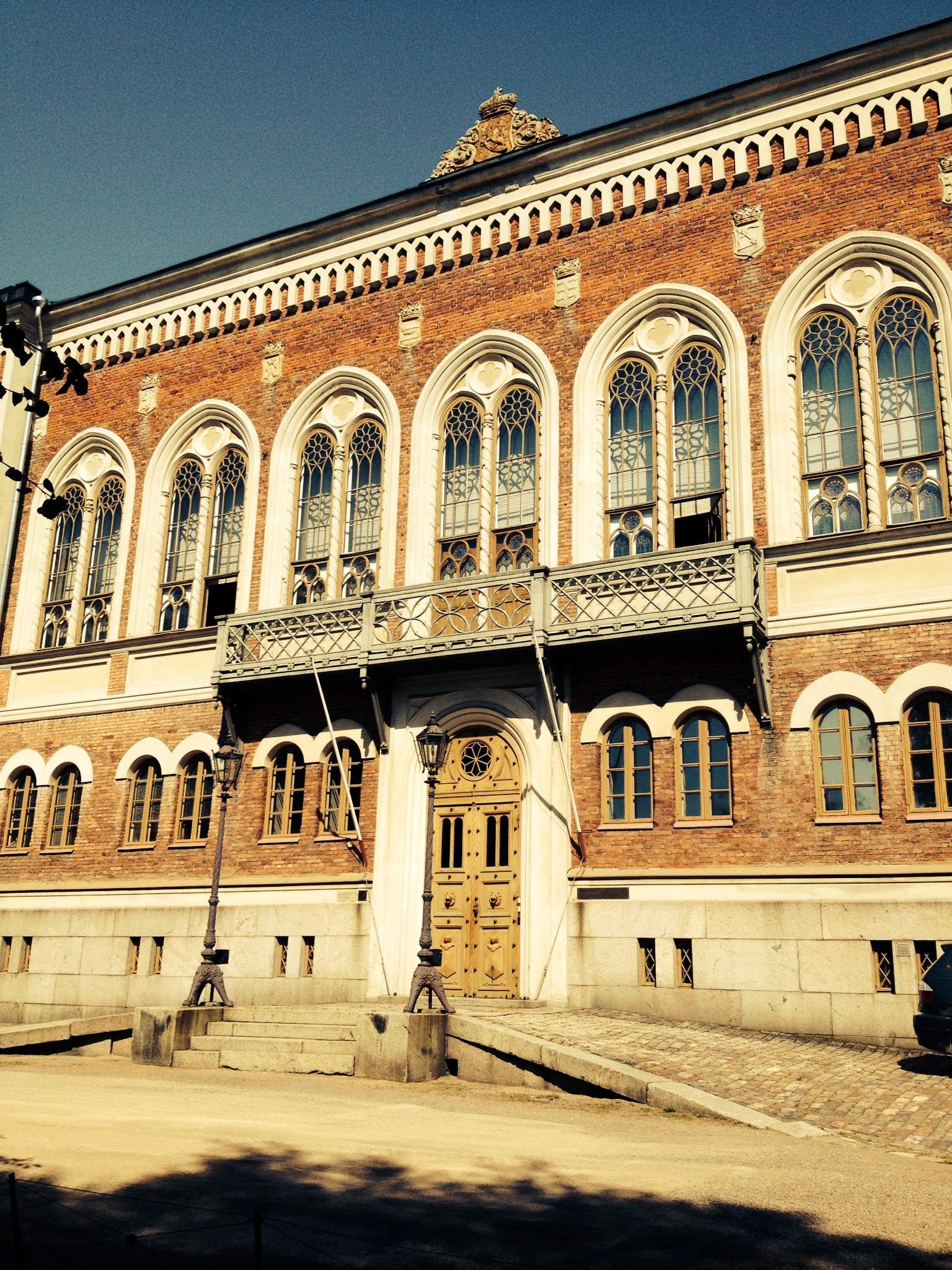
Ritterhaus in Helsinki, in dem sich auch die FILI Räumlichkeiten befinden

## Tätigkeiten
- Förderung für Übersetzungen und Druckkosten: Übersetzungs- und Druckkostenförderung wird jährlich für 300 Projekte in einer Gesamthöhe von 650.000 Euro bewilligt.
- Weitere Fördermaßnahmen: Zuschuss zu Werbekampagnen, Übersetzungsprobenförderung
- Residenzprogramm für die Arbeit an Übersetzungen
- Teilnahme an nationalen und internationalen Literaturveranstaltungen, Buchmessen und Fachveranstaltungen
- Organisation internationaler Verleger- und Journalistenbesuche in Finnland.
- Weiterbildungen und Veranstaltungen für Übersetzer und Suche nach neuen Übersetzern aus den Sprachen des Landes
- Vernetzung von Übersetzern durch das soziale Netzwerk Kääntöpiiri.

## Projekte

### FINNLAND.COOL – Finnland als Gastland bei der Frankfurter Buchmesse 2014
Finnland war 2014 Ehrengast der Frankfurter Buchmesse. FILI koordiniert den Messeauftritt in Zusammenarbeit mit finnischen Verlagen und anderen Literaturexperten sowie den zentralen Ministerien (Bildungs-, Außen- und Arbeits- und Wirtschaftsministerium) und Kulturakteuren. Im Zentrum steht der Verkauf von Übersetzungsrechten. FILI ist außerdem für die Präsentation der finnischen Kultur in den Frankfurter Museen und anderen Kunstinstitutionen zuständig.

### Finnlandschwedische Literatur in die Welt 2010–2014
Das Projekt „Finnlandschwedische Literatur in die Welt“ wird von der Stiftung Svenska Kulturfonden finanziert und ist ebenfalls Teil des Projekts Frankfurt 2014 ist. Langfristiges Ziel des Projekts ist, dauerhafte Strukturen für den Export finnlandschwedischer Literatur ins Ausland zu schaffen. Kurzfristiges Ziel ist es, die Anzahl der übersetzten Titel zu erhöhen.

### Comics in die Welt
Übersetzungs- und Druckkostenförderungsprogramm für den finnischen Comic. FILI organisiert Besuche von Comic-Verlegern, ist mit einem eigenen Stand auf dem Comic-Festival in Angoulême vertreten und präsentiert den finnischen Comic auf anderen internationalen Buchmessen. Die Comic-Projekte werden in Zusammenarbeit mit dem Comic-Zentrum geplant.

### Sachbücher in die Welt
FILI unterstützt den Export von Sachliteratur durch Übersetzungs- und Druckkostenförderung, durch die Produktion von Material über aktuelle Werke, sowie durch die Präsentation finnischer Sachbücher auf internationalen Buchmessen. Es werden internationale Verlegerbesuche in Finnland sowie Weiterbildungen für finnische Sachbuch- und Wissenschaftsverlage organisiert.

### Kinder- und Jugendliteratur in die Welt
Übersetzungs- und Druckkostenförderungsprogramm zur Unterstützung des Exports von Kinder- und Jugendliteratur. FILI bildet Übersetzer von Kinder- und Jugendliteratur weiter und lädt internationale Verleger der Branche ein. Zum Projekt gehört auch das Kinderliteraturportal Kolonkolonkolo.

### Meisterklasse
2013 initiiertes Pilotprojekt, das aus einem neuen Mentorenmodell für die Übersetzerausbildung besteht und in Zusammenarbeit mit sieben im Ausland agierenden Finnland-Instituten aufgebaut wird. In der Anlaufphase der Meisterklasse sind die folgenden Institute beteiligt: Benelux, Berlin, Madrid, St. Petersburg, Stockholm, Ungarn und Estland.